# Copa de Alemania 2017-18
La DFB-Pokal 2017-18 fue la 75.ª edición de esta competición anual de la Copa de Alemania. Inició el 11 de agosto de 2017 con la primera ronda y finalizó el 19 de mayo de 2018 en el Estadio Olímpico de Berlín. El campeón participará en la DFL-Supercup 2018 y en la UEFA Europa League 2018-19.

## Calendario
Las diferentes rondas fueron programadas de la siguiente forma:
- Primera ronda: 11 al 14 de agosto de 2017
- Segunda ronda: 24 y 25 de octubre de 2017
- Octavos de final: 19 y 20 de diciembre de 2017
- Cuartos de final: 6 y 7 de febrero de 2018
- Semifinales: 17 y 18 de abril de 2018
- Final: 19 de mayo de 2018

## Equipos participantes
Participarán 64 equipos: los 18 equipos de la 1. Bundesliga 2016-17, los 18 equipos de la 2. Bundesliga 2016-17, los 4 mejores equipos de la 3. Liga 2016-17 y 24 equipos de las 21 Copas Regionales 2015-16, (Las Regional Cup Westfalen, Bayern y Niedersachsen tienen 2 representantes cada una, las otras Regional Cups solo uno).
1. Bundesliga
| - Bayern Múnich - Borussia Dortmund - Schalke 04 - Bayer Leverkusen - Wolfsburgo - Borussia Mönchengladbach | - Maguncia 05 - Augsburgo - Hoffenheim - Darmstadt 98 - Hertha Berlín - Werder Bremen | - Eintracht Frankfurt - Friburgo - RB Leipzig - Hamburgo - Colonia - Ingolstadt 04 |

2. Bundesliga
| - Núremberg - Eintracht Braunschweig - Greuther Fürth - Kaiserslautern - Karlsruher - Fortuna Düsseldorf | - 1860 Múnich - St. Pauli - Union Berlín - Würzburger Kickers - Dinamo Dresde - Sandhausen | - VfB Stuttgart - Erzgebirge Aue - Bochum - Heidenheim - Hannover 96 - Arminia Bielefeld |

3. Liga
| - Duisburgo - Holstein Kiel - Jahn Regensburg - Magdeburgo |

Regional Cup
| - Regional Cup Mecklenburg-Vorpommern: Hansa Rostock - Regional Cup Hamburgo: Eintracht Norderstedt - Regional Cup Bremen: Leher Turnerschaft - Regional Cup Brandenburg: Energie Cottbus - Regional Cup Südbaden: 1. FC Rielasingen-Arlen - Regional Cup Südwest: SV Morlautern - Regional Cup Sachsen: Chemnitzer FC | - Regional Cup Hessen: Wehen Wiesbaden - Regional Cup Schleswig-Holstein: SV Eichede - Regional Cup Niederrhein: Rot-Weiss Essen - Regional Cup Saarland: 1. FC Saarbrücken - Regional Cup Mittelrhein: Bonner SC - Regional Cup Baden: FC Nöttingen - Regional Cup Berlín: Dynamo de Berlín | - Regional Cup Westfalen: Paderborn 07 y TuS Erndtebrück - Regional Cup Niedersachsen: Lüneburger SK Hansa y VfL Osnabrück - Regional Cup Bayern: SpVgg Unterhaching y 1. FC Schweinfurt 05 - Regional Cup Thüringen: Rot-Weiß Erfurt - Regional Cup Rheinland: TuS Coblenza - Regional Cup Sachsen-Anhalt: Germania Halberstadt - Regional Cup Württemberg: Sportfreunde Dorfmerkingen |

## Sistema de juego
Los equipos se enfrentan en un solo partido por ronda. En caso de empate en tiempo reglamentario, se añadirán dos tiempos suplementarios de quince minutos cada uno y si el encuentro sigue igualado, la tanda de penaltis definirá que equipo avanza a la siguiente fase.
Para la primera ronda (equivalente a los trentaidosavos de final), los 64 equipos participantes se dividieron en dos bombos. En el primer bombo se incluyeron los equipos que clasificaron a través de los campeonatos regionales, los mejores cuatro de la 3. Liga y los últimos cuatro de las 2. Bundesliga. Cada equipo se enfrentó a otro perteneciente al segundo bombo, que incluye los otros 14 de la 2. Bundesliga y los 18 clubes de la 1. Bundesliga. Los clubes del primer bombo ejercieron la localía en el proceso.
La fórmula de los "dos bombos" se aplicó también para la segunda ronda, con los equipos restantes de la 3. Liga en el primer bombo y los demás equipos en el segundo. Una vez se vacíe uno de los bombos, los equipos restantes se enfrentarán unos contra otros. Si algún conjunto de tercera/amateur continúa en la competición, ejercerá la localía siempre.
El Fixture es el siguiente:

## Primera ronda
| 11 de agosto de 2017, 20:45 | Karlsruher | 0:3                           | Bayer Leverkusen | Wildparkstadion, Karlsruhe |  |
|                             |            | DFB Reporte Soccerway Reporte |                  |                            |  |

| 11 de agosto de 2017, 20:45 | Holstein Kiel | 2:1                           | Eintracht Braunschweig | Holstein-Stadion, Kiel |  |
|                             |               | DFB Reporte Soccerway Reporte |                        |                        |  |

| 11 de agosto de 2017, 20:45 | Rot-Weiss Essen | 1:2                           | Borussia Mönchengladbach | Stadion Essen, Essen |  |
|                             |                 | DFB Reporte Soccerway Reporte |                          |                      |  |

| 12 de agosto de 2017, 15:30 | Germania Halberstadt | 1:2                           | Friburgo | Friedensstadion, Halberstadt |  |
|                             |                      | DFB Reporte Soccerway Reporte |          |                              |  |

| 12 de agosto de 2017, 15:30 | Chemnitzer FC | 0:5                           | Bayern Múnich | community4you ARENA, Chemnitz |  |
|                             |               | DFB Reporte Soccerway Reporte |               |                               |  |

| 12 de agosto de 2017, 15:30 | LSK Hansa | 1:3                           | Maguncia 05 | Heinrich-Langeloh-Platz, Bardowick |  |
|                             |           | DFB Reporte Soccerway Reporte |             |                                    |  |

| 12 de agosto de 2017, 15:30 | Leher | 0:5                           | Colonia | LTS-Arena, Bremerhaven |  |
|                             |       | DFB Reporte Soccerway Reporte |         |                        |  |

| 12 de agosto de 2017, 15:30 | Unterhaching | 0:4                           | Heidenheim | Alpenbauer Sportpark, Unterhaching |  |
|                             |              | DFB Reporte Soccerway Reporte |            |                                    |  |

| 12 de agosto de 2017, 15:30 | Erndtebrück | 0:3                           | Eintracht Frankfurt | Leimbachstadion, Siegen |  |
|                             |             | DFB Reporte Soccerway Reporte |                     |                         |  |

| 12 de agosto de 2017, 15:30 | Coblenza | 2:3                           | Dinamo Dresde | Stadion Zwickau, Zwickau |  |
|                             |          | DFB Reporte Soccerway Reporte |               |                          |  |

| 12 de agosto de 2017, 15:30 | Rielasingen-Arlen | 0:4                           | Borussia Dortmund | Schwarzwald-Stadion, Friburgo |  |
|                             |                   | DFB Reporte Soccerway Reporte |                   |                               |  |

| 12 de agosto de 2017, 15:30 | Eichede | 0:4                           | Kaiserslautern | Stadion Lohmühle, Lübeck |  |
|                             |         | DFB Reporte Soccerway Reporte |                |                          |  |

| 12 de agosto de 2017, 18:30 | Rot-Weiß Erfurt | 0:1                           | Hoffenheim | Multifunktionsarena Erfurt, Erfurt |  |
|                             |                 | DFB Reporte Soccerway Reporte |            |                                    |  |

| 12 de agosto de 2017, 18:30 | Jahn Regensburg | 3:1                           | Darmstadt 98 | Continental Arena, Ratisbona |  |
|                             |                 | DFB Reporte Soccerway Reporte |              |                              |  |

| 12 de agosto de 2017, 18:30 | Arminia Bielefeld | 1:3                           | Fortuna Düsseldorf | SchücoArena, Bielefeld |  |
|                             |                   | DFB Reporte Soccerway Reporte |                    |                        |  |

| 12 de agosto de 2017, 20:45 | Würzburger Kickers | 0:3                           | Werder Bremen | Sparda-Bank-Hessen-Stadion, Offenbach |  |
|                             |                    | DFB Reporte Soccerway Reporte |               |                                       |  |

| 13 de agosto de 2017, 15:30 | 1860 Múnich | 1:2                           | Ingolstadt 04 | Städtisches Stadion an der Grünwalder Straße, Múnich |  |
|                             |             | DFB Reporte Soccerway Reporte |               |                                                      |  |

| 13 de agosto de 2017, 15:30 | Osnabrück | 3:1                           | Hamburgo | Osnatel-Arena, Osnabrück |  |
|                             |           | DFB Reporte Soccerway Reporte |          |                          |  |

| 13 de agosto de 2017, 15:30 | Bonner | 2:6                           | Hannover 96 | Sportpark Nord, Bonn |  |
|                             |        | DFB Reporte Soccerway Reporte |             |                      |  |

| 13 de agosto de 2017, 15:30 | Sportfreunde Dorfmerkingen | 0:5                           | RB Leipzig | Scholz-Arena, Aalen |  |
|                             |                            | DFB Reporte Soccerway Reporte |            |                     |  |

| 13 de agosto de 2017, 15:30 | Schweinfurt 05 | 2:1                           | Sandhausen | Willy-Sachs-Stadion, Schweinfurt |  |
|                             |                | DFB Reporte Soccerway Reporte |            |                                  |  |

| 13 de agosto de 2017, 15:30 | Morlautern | 0:5                           | Greuther Fürth | Sportpark Husterhöhe, Pirmasens |  |
|                             |            | DFB Reporte Soccerway Reporte |                |                                 |  |

| 13 de agosto de 2017, 15:30 | Saarbrücken | 1:2                           | Union Berlín | Hermann-Neuberger-Stadion, Völklingen |  |
|                             |             | DFB Reporte Soccerway Reporte |              |                                       |  |

| 13 de agosto de 2017, 15:30 | Nöttingen | 2:5                           | Bochum | Wildparkstadion, Karlsruhe |  |
|                             |           | DFB Reporte Soccerway Reporte |        |                            |  |

| 13 de agosto de 2017, 15:30 | Eintracht Norderstedt | 0:1                           | Wolfsburgo | Edmund-Plambeck-Stadion, Norderstedt |  |
|                             |                       | DFB Reporte Soccerway Reporte |            |                                      |  |

| 13 de agosto de 2017, 18:30 | Magdeburgo | 2:0                           | Augsburgo | MDCC-Arena, Magdeburgo |  |
|                             |            | DFB Reporte Soccerway Reporte |           |                        |  |

| 13 de agosto de 2017, 18:30 | Energie Cottbus | 3:4                           | Stuttgart | Stadion der Freundschaft, Cottbus |  |
|                             |                 | DFB Reporte Soccerway Reporte |           |                                   |  |

| 13 de agosto de 2017, 18:30 | Wehen Wiesbaden | 2:0                           | Erzgebirge Aue | BRITA-Arena, Wiesbaden |  |
|                             |                 | DFB Reporte Soccerway Reporte |                |                        |  |

| 14 de agosto de 2017, 18:30 | Duisburgo | 1:2                           | Núremberg | Schauinsland-Reisen-Arena, Duisburgo |  |
|                             |           | DFB Reporte Soccerway Reporte |           |                                      |  |

| 14 de agosto de 2017, 18:30 | Paderborn 07 | 2:1                           | St. Pauli | Benteler-Arena, Paderborn |  |
|                             |              | DFB Reporte Soccerway Reporte |           |                           |  |

| 14 de agosto de 2017, 18:30 | Dynamo de Berlín | 0:2                           | Schalke 04 | Friedrich-Ludwig-Jahn-Sportpark, Berlín |  |
|                             |                  | DFB Reporte Soccerway Reporte |            |                                         |  |

| 14 de agosto de 2017, 20:45 | Hansa Rostock | 0:2                           | Hertha Berlín | Ostseestadion, Rostock |  |
|                             |               | DFB Reporte Soccerway Reporte |               |                        |  |

## Segunda ronda
| 24 de octubre de 2017, 18:30 | Paderborn 07           | 2:0 (1:0)                     | Bochum | Benteler-Arena, Paderborn                                    |                                                              |
|                              | Michel 7' · Wassey 85' | DFB Reporte Soccerway Reporte |        | Asistencia: 15 000 espectadores Árbitro(s): Sascha Stegemann | Asistencia: 15 000 espectadores Árbitro(s): Sascha Stegemann |

| 24 de octubre de 2017, 18:30 | Wehen Wiesbaden | 1:3 (0:2)                     | Schalke 04                                          | BRITA-Arena, Wiesbaden                                     |                                                            |
|                              | Blacha 76'      | DFB Reporte Soccerway Reporte | Di Santo 26' · Burgstaller 30' · Mintzel 56' (a.g.) | Asistencia: 11 373 espectadores Árbitro(s): Sven Jablonski | Asistencia: 11 373 espectadores Árbitro(s): Sven Jablonski |

| 24 de octubre de 2017, 18:30 | Fortuna Düsseldorf | 0:1 (0:0)                     | Borussia Mönchengladbach | ESPRIT arena, Düsseldorf                                 |                                                          |
|                              |                    | DFB Reporte Soccerway Reporte | Hazard 52'               | Asistencia: 52 500 espectadores Árbitro(s): Manuel Gräfe | Asistencia: 52 500 espectadores Árbitro(s): Manuel Gräfe |

| 24 de octubre de 2017, 18:30 | Bayer Leverkusen                                              | 4:1 (1:0)                     | Union Berlin | BayArena, Leverkusen                                         |                                                              |
|                              | Brandt 36' · Alario 58' · Wendell 89' (pen.) · Aránguiz 90+2' | DFB Reporte Soccerway Reporte | Daube 46'    | Asistencia: 24 326 espectadores Árbitro(s): Frank Willenborg | Asistencia: 24 326 espectadores Árbitro(s): Frank Willenborg |

| 24 de octubre de 2017, 20:45 | Schweinfurt 05 | 0:4 (0:1)                     | Eintracht Frankfurt                  | Willy-Sachs-Stadion, Schweinfurt                          |                                                           |
|                              |                | DFB Reporte Soccerway Reporte | Haller 14' 58' · Wolf 63' · Blum 85' | Asistencia: 15 060 espectadores Árbitro(s): Aarne Aarnink | Asistencia: 15 060 espectadores Árbitro(s): Aarne Aarnink |

| 24 de octubre de 2017, 20:45 | Magdeburgo | 0:5 (0:1)                     | Borussia Dortmund                                                       | MDCC-Arena, Magdeburgo                                     |                                                            |
|                              |            | DFB Reporte Soccerway Reporte | Castro 42' · Isak 47' · Yarmolenko 73' (pen.) · Bartra 79' · Kagawa 90' | Asistencia: 23 102 espectadores Árbitro(s): Daniel Siebert | Asistencia: 23 102 espectadores Árbitro(s): Daniel Siebert |

| 24 de octubre de 2017, 20:45 | Maguncia 05                      | 3:2 (2:2, 1:0) (t. s.)(1:0 t. s.) | Holstein Kiel                             | Opel Arena, Maguncia                                        |                                                             |
|                              | Fischer 22' 67' · Brosinski 101' | DFB Reporte Soccerway Reporte     | Schindler 54' (pen.) · Drexler 75' (pen.) | Asistencia: 10 441 espectadores Árbitro(s): Daniel Schlager | Asistencia: 10 441 espectadores Árbitro(s): Daniel Schlager |

| 24 de octubre de 2017, 20:45 | Greuther Fürth | 1:3 (0:0)                     | Ingolstadt 04                            | Sportpark Ronhof, Fürth                               |                                                       |
|                              | Raum 46'       | DFB Reporte Soccerway Reporte | Cohen 48' (pen.) · Lex 83' · Morales 87' | Asistencia: 4925 espectadores Árbitro(s): Harm Osmers | Asistencia: 4925 espectadores Árbitro(s): Harm Osmers |

| 25 de octubre de 2017, 18:30 | Osnabrück                    | 2:3 (1:1)                     | Núremberg                               | Osnatel-Arena, Osnabrück                                    |                                                             |
|                              | Álvarez 4' (pen.) · Groß 63' | DFB Reporte Soccerway Reporte | Ishak 38' · Leibold 50' · Valentini 72' | Asistencia: 13 557 espectadores Árbitro(s): Bastian Dankert | Asistencia: 13 557 espectadores Árbitro(s): Bastian Dankert |

| 25 de octubre de 2017, 18:30 | Hertha Berlín | 1:3 (0:2)                     | Colonia                              | Estadio Olímpico, Berlín                                |                                                         |
|                              | Stark 69'     | DFB Reporte Soccerway Reporte | Zoller 35' · Maroh 43' · Clemens 64' | Asistencia: 33 459 espectadores Árbitro(s): Marco Fritz | Asistencia: 33 459 espectadores Árbitro(s): Marco Fritz |

| 25 de octubre de 2017, 18:30 | Wolfsburgo   | 1:0 (0:0)                     | Hannover 96 | Volkswagen Arena, Wolfsburgo                            |                                                         |
|                              | Uduokhai 49' | DFB Reporte Soccerway Reporte |             | Asistencia: 15 508 espectadores Árbitro(s): Felix Brych | Asistencia: 15 508 espectadores Árbitro(s): Felix Brych |

| 25 de octubre de 2017, 18:30 | Kaiserslautern | 1:3 (1:1)                     | Stuttgart                                    | Fritz-Walter-Stadion, Kaiserslautern                        |                                                             |
|                              | Spalvis 6'     | DFB Reporte Soccerway Reporte | Ginczek 21' (pen.) · Akolo 66' · Terodde 71' | Asistencia: 28 322 espectadores Árbitro(s): Patrick Ittrich | Asistencia: 28 322 espectadores Árbitro(s): Patrick Ittrich |

| 25 de octubre de 2017, 20:45 | Jahn Regensburg               | 2:5 (1:2)                     | Heidenheim                                  | Continental Arena, Ratisbona                                |                                                             |
|                              | Nietfeld 45+1' · Grüttner 54' | DFB Reporte Soccerway Reporte | Thiel 30' 50' · Glatzel 32' 82' · Pusch 55' | Asistencia: 6678 espectadores Árbitro(s): Christian Dingert | Asistencia: 6678 espectadores Árbitro(s): Christian Dingert |

| 25 de octubre de 2017, 20:45 | Werder Bremen | 1:0 (1:0)                     | Hoffenheim | Weserstadion, Bremen                                       |                                                            |
|                              | Belfodil 30'  | DFB Reporte Soccerway Reporte |            | Asistencia: 31 210 espectadores Árbitro(s): Tobias Stieler | Asistencia: 31 210 espectadores Árbitro(s): Tobias Stieler |

| 25 de octubre de 2017, 20:45 | Friburgo                                  | 3:1 (0:0)                     | Dinamo Dresde | Schwarzwald-Stadion, Friburgo                              |                                                            |
|                              | Petersen 50' · Schuster 61' · Haberer 81' | DFB Reporte Soccerway Reporte | Benatelli 48' | Asistencia: 17 800 espectadores Árbitro(s): Benjamin Brand | Asistencia: 17 800 espectadores Árbitro(s): Benjamin Brand |

| 25 de octubre de 2017, 20:45 | RB Leipzig                                      | 1:1 (1:1, 0:0) (t. s.)(0:0 t. s.)(4:5 p.) | Bayern Múnich                                 | Red Bull Arena, Leipzig                                  |                                                          |
|                              | Forsberg 68' (pen.)                             | DFB Reporte Soccerway Reporte             | Alcántara 73'                                 | Asistencia: 42 558 espectadores Árbitro(s): Felix Zwayer | Asistencia: 42 558 espectadores Árbitro(s): Felix Zwayer |
|                              |                                                 | Tiros desde el punto penal                |                                               |                                                          |                                                          |
|                              | Bernardo · Kampl · Halstenberg · Orban · Werner |                                           | Lewandowski · Alaba · Hummels · Rudy · Robben |                                                          |                                                          |

## Fase final
|  | Octavos de final            | Octavos de final     |                          |   | Cuartos de final | Cuartos de final |  |  | Semifinales      | Semifinales      |  |  | Final      | Final      |
|  | 19 y 20 de diciembre        | 19 y 20 de diciembre |                          |   | 6 y 7 de febrero | 6 y 7 de febrero |  |  | 17 y 18 de abril | 17 y 18 de abril |  |  | 19 de mayo | 19 de mayo |
|  |                             |                      |                          |   |                  |                  |  |  |                  |                  |  |  |            |            |
|  |                             |                      |                          |   |                  |                  |  |  |                  |                  |  |  |            |            |
|  |                             |                      |                          |   |                  |                  |  |  |                  |                  |  |  |            |            |
|  | Borussia Mönchengladbach    | 0                    |                          |   |                  |                  |  |  |                  |                  |  |  |            |            |
|  | Borussia Mönchengladbach    | 0                    |                          |   |                  |                  |  |  |                  |                  |  |  |            |            |
|  | Bayer Leverkusen            | 1                    |                          |   |                  |                  |  |  |                  |                  |  |  |            |            |
|  | Bayer Leverkusen            | 1                    | Bayer Leverkusen (t. s.) | 4 |                  |                  |  |  |                  |                  |  |  |            |            |
|  |                             |                      |                          | 4 |                  |                  |  |  |                  |                  |  |  |            |            |
|  |                             | Werder Bremen        | 2                        |   |                  |                  |  |  |                  |                  |  |  |            |            |
|  | Werder Bremen               | Werder Bremen        | 2                        | 3 |                  |                  |  |  |                  |                  |  |  |            |            |
|  | Werder Bremen               |                      |                          | 3 |                  |                  |  |  |                  |                  |  |  |            |            |
|  | Friburgo                    | 2                    |                          |   |                  |                  |  |  |                  |                  |  |  |            |            |
|  | Friburgo                    | 2                    | Bayer Leverkusen         | 2 |                  |                  |  |  |                  |                  |  |  |            |            |
|  |                             |                      |                          | 2 |                  |                  |  |  |                  |                  |  |  |            |            |
|  |                             | Bayern Múnich        | 6                        |   |                  |                  |  |  |                  |                  |  |  |            |            |
|  | Paderborn 07                | Bayern Múnich        | 6                        | 1 |                  |                  |  |  |                  |                  |  |  |            |            |
|  | Paderborn 07                |                      |                          | 1 |                  |                  |  |  |                  |                  |  |  |            |            |
|  | Ingolstadt 04               | 0                    |                          |   |                  |                  |  |  |                  |                  |  |  |            |            |
|  | Ingolstadt 04               | 0                    | Paderborn 07             | 0 |                  |                  |  |  |                  |                  |  |  |            |            |
|  |                             |                      |                          | 0 |                  |                  |  |  |                  |                  |  |  |            |            |
|  |                             | Bayern Múnich        | 6                        |   |                  |                  |  |  |                  |                  |  |  |            |            |
|  | Bayern Múnich               | Bayern Múnich        | 6                        | 2 |                  |                  |  |  |                  |                  |  |  |            |            |
|  | Bayern Múnich               |                      |                          | 2 |                  |                  |  |  |                  |                  |  |  |            |            |
|  | Borussia Dortmund           | 1                    |                          |   |                  |                  |  |  |                  |                  |  |  |            |            |
|  | Borussia Dortmund           | 1                    | Bayern Múnich            | 1 |                  |                  |  |  |                  |                  |  |  |            |            |
|  |                             |                      |                          | 1 |                  |                  |  |  |                  |                  |  |  |            |            |
|  |                             | Eintracht Frankfurt  | 3                        |   |                  |                  |  |  |                  |                  |  |  |            |            |
|  | Schalke 04                  | Eintracht Frankfurt  | 3                        | 1 |                  |                  |  |  |                  |                  |  |  |            |            |
|  | Schalke 04                  |                      |                          | 1 |                  |                  |  |  |                  |                  |  |  |            |            |
|  | Colonia                     | 0                    |                          |   |                  |                  |  |  |                  |                  |  |  |            |            |
|  | Colonia                     | 0                    | Schalke 04               | 1 |                  |                  |  |  |                  |                  |  |  |            |            |
|  |                             |                      |                          | 1 |                  |                  |  |  |                  |                  |  |  |            |            |
|  |                             | Wolfsburgo           | 0                        |   |                  |                  |  |  |                  |                  |  |  |            |            |
|  | Núremberg                   | Wolfsburgo           | 0                        | 0 |                  |                  |  |  |                  |                  |  |  |            |            |
|  | Núremberg                   |                      |                          | 0 |                  |                  |  |  |                  |                  |  |  |            |            |
|  | Wolfsburgo (t. s.)          | 2                    |                          |   |                  |                  |  |  |                  |                  |  |  |            |            |
|  | Wolfsburgo (t. s.)          | 2                    | Schalke 04               | 0 |                  |                  |  |  |                  |                  |  |  |            |            |
|  |                             |                      |                          | 0 |                  |                  |  |  |                  |                  |  |  |            |            |
|  |                             | Eintracht Frankfurt  | 1                        |   |                  |                  |  |  |                  |                  |  |  |            |            |
|  | Heidenheim                  | Eintracht Frankfurt  | 1                        | 1 |                  |                  |  |  |                  |                  |  |  |            |            |
|  | Heidenheim                  |                      |                          | 1 |                  |                  |  |  |                  |                  |  |  |            |            |
|  | Eintracht Frankfurt (t. s.) | 2                    |                          |   |                  |                  |  |  |                  |                  |  |  |            |            |
|  | Eintracht Frankfurt (t. s.) | 2                    | Eintracht Frankfurt      | 3 |                  |                  |  |  |                  |                  |  |  |            |            |
|  |                             |                      |                          | 3 |                  |                  |  |  |                  |                  |  |  |            |            |
|  |                             | Maguncia 05          | 0                        |   |                  |                  |  |  |                  |                  |  |  |            |            |
|  | Maguncia 05                 | Maguncia 05          | 0                        | 3 |                  |                  |  |  |                  |                  |  |  |            |            |
|  | Maguncia 05                 |                      |                          | 3 |                  |                  |  |  |                  |                  |  |  |            |            |
|  | VfB Stuttgart               | 1                    |                          |   |                  |                  |  |  |                  |                  |  |  |            |            |
|  | VfB Stuttgart               | 1                    |                          |   |                  |                  |  |  |                  |                  |  |  |            |            |

## Octavos de final
| 19 de diciembre de 2017, 18:30 | Maguncia 05                          | 3:1 (0:1)                     | Stuttgart   | Opel Arena, Maguncia                                       |                                                            |
|                                | Emil 62' · Diallo 71' · Serdar 90+3' | DFB Reporte Soccerway Reporte | Gentner 41' | Asistencia: 22 348 espectadores Árbitro(s): Tobias Stieler | Asistencia: 22 348 espectadores Árbitro(s): Tobias Stieler |

| 19 de diciembre de 2017, 18:30 | Paderborn 07 | 1:0 (0:0)                     | Ingolstadt 04 | Benteler-Arena, Paderborn                                |                                                          |
|                                | Zolinski 55' | DFB Reporte Soccerway Reporte |               | Asistencia: 14 800 espectadores Árbitro(s): Felix Zwayer | Asistencia: 14 800 espectadores Árbitro(s): Felix Zwayer |

| 19 de diciembre de 2017, 20:45 | Núremberg | 0:2 (0:0, 0:0) (t. s.)(0:2 t. s.) | Wolfsburgo                 | Max-Morlock-Stadion, Núremberg                             |                                                            |
|                                |           | DFB Reporte Soccerway Reporte     | Uduokhai 96' · Didavi 118' | Asistencia: 26 104 espectadores Árbitro(s): Daniel Siebert | Asistencia: 26 104 espectadores Árbitro(s): Daniel Siebert |

| 19 de diciembre de 2017, 20:45 | Schalke 04 | 1:0 (0:0)                     | Colonia | Veltins-Arena, Gelsenkirchen                                |                                                             |
|                                | Meyer 62'  | DFB Reporte Soccerway Reporte |         | Asistencia: 56 392 espectadores Árbitro(s): Robert Hartmann | Asistencia: 56 392 espectadores Árbitro(s): Robert Hartmann |

| 20 de diciembre de 2017, 18:30 | Werder Bremen                           | 3:2 (2:1)                     | Friburgo                 | Weserstadion, Bremen                                       |                                                            |
|                                | Belfodil 2' · Kainz 19' · Bargfrede 69' | DFB Reporte Soccerway Reporte | Petersen 27' · Ravet 87' | Asistencia: 33 519 espectadores Árbitro(s): Guido Winkmann | Asistencia: 33 519 espectadores Árbitro(s): Guido Winkmann |

| 20 de diciembre de 2017, 18:30 | Borussia Mönchengladbach | 0:1 (0:0)                     | Bayer Leverkusen | Borussia-Park, Mönchengladbach                           |                                                          |
|                                |                          | DFB Reporte Soccerway Reporte | Bailey 70'       | Asistencia: 49 016 espectadores Árbitro(s): Manuel Gräfe | Asistencia: 49 016 espectadores Árbitro(s): Manuel Gräfe |

| 20 de diciembre de 2017, 20:45 | Bayern Múnich            | 2:1 (2:0)                     | Borussia Dortmund | Allianz Arena, Múnich                                        |                                                              |
|                                | Boateng 11' · Müller 39' | DFB Reporte Soccerway Reporte | Yarmolenko 76'    | Asistencia: 75 000 espectadores Árbitro(s): Sascha Stegemann | Asistencia: 75 000 espectadores Árbitro(s): Sascha Stegemann |

| 20 de diciembre de 2017, 20:45 | Heidenheim      | 1:2 (0:0, 0:0) (t. s.)(1:2 t. s.) | Eintracht Frankfurt         | Voith-Arena, Heidenheim an der Brenz                       |                                                            |
|                                | Schnatterer 96' | DFB Reporte Soccerway Reporte     | Gaćinović 94' · Haller 109' | Asistencia: 11 000 espectadores Árbitro(s): Sven Jablonski | Asistencia: 11 000 espectadores Árbitro(s): Sven Jablonski |

## Cuartos de final
| 6 de febrero de 2018, 18:30 | Paderborn 07 | 0:6 (0:3)                     | Bayern Múnich                                                            | Benteler-Arena, Paderborn                                  |                                                            |
|                             |              | DFB Reporte Soccerway Reporte | Coman 19' · Lewandowski 25' · Kimmich 42' · Tolisso 55' · Robben 86' 88' | Asistencia: 15 000 espectadores Árbitro(s): Markus Schmidt | Asistencia: 15 000 espectadores Árbitro(s): Markus Schmidt |

| 6 de febrero de 2018, 20:45 | Bayer Leverkusen                               | 4:2 (2:2, 1:2) (t. s.)(2:0 t. s.) | Werder Bremen                   | BayArena, Leverkusen                                    |                                                         |
|                             | Brandt 31' 55' · Bellarabi 111' · Havertz 118' | DFB Reporte Soccerway Reporte     | Kruse 4' (pen.) · Jóhannsson 8' | Asistencia: 25 653 espectadores Árbitro(s): Marco Fritz | Asistencia: 25 653 espectadores Árbitro(s): Marco Fritz |

| 7 de febrero de 2018, 18:30 | Eintracht Frankfurt                        | 3:0 (1:0)                     | Maguncia 05 | Commerzbank-Arena, Frankfurt                              |                                                           |
|                             | Rebić 7' · Hack 53' (a.g.) · Mascarell 62' | DFB Reporte Soccerway Reporte |             | Asistencia: 48 200 espectadores Árbitro(s): Deniz Aytekin | Asistencia: 48 200 espectadores Árbitro(s): Deniz Aytekin |

| 7 de febrero de 2018, 20:45 | Schalke 04      | 1:0 (1:0)                     | Wolfsburgo | Veltins-Arena, Gelsenkirchen                                  |                                                               |
|                             | Burgstaller 10' | DFB Reporte Soccerway Reporte |            | Asistencia: 50 642 espectadores Árbitro(s): Christian Dingert | Asistencia: 50 642 espectadores Árbitro(s): Christian Dingert |

## Semifinales
| 17 de abril de 2018, 20:45 | Bayer Leverkusen        | 2:6 (1:2)                     | Bayern Múnich                                                     | BayArena, Leverkusen                                       |                                                            |
|                            | Bender 16' · Bailey 72' | DFB Reporte Soccerway Reporte | Martínez 3' · Lewandowski 9' · Müller 52' 64' 78' · Alcántara 61' | Asistencia: 30 210 espectadores Árbitro(s): Daniel Siebert | Asistencia: 30 210 espectadores Árbitro(s): Daniel Siebert |

| 18 de abril de 2018, 20:45 | Schalke 04 | 0:1 (0:0)                     | Eintracht Frankfurt | Veltins-Arena, Gelsenkirchen                                |                                                             |
|                            |            | DFB Reporte Soccerway Reporte | Jović 75'           | Asistencia: 60 000 espectadores Árbitro(s): Robert Hartmann | Asistencia: 60 000 espectadores Árbitro(s): Robert Hartmann |

## Final
| 19 de mayo de 2018, 20:00 | Bayern Múnich   | 1:3 (0:1)                     | Eintracht Frankfurt             | Estadio Olímpico, Berlín                                 |                                                          |
|                           | Lewandowski 53' | DFB Reporte Soccerway Reporte | Rebić 11' 82' · Gaćinović 90+6' | Asistencia: 76 322 espectadores Árbitro(s): Felix Zwayer | Asistencia: 76 322 espectadores Árbitro(s): Felix Zwayer |

| 26         | Guardameta     | Sven Ulreich       |     |
| 32         | Defensa        | Joshua Kimmich     |     |
| 4          | Defensa        | Niklas Süle        |     |
| 5          | Defensa        | Mats Hummels       |     |
| 27         | Defensa        | David Alaba        |     |
| 8          | Centrocampista | Javi Martínez      |     |
| 6          | Centrocampista | Thiago Alcántara   | 64' |
| 7          | Centrocampista | Franck Ribéry      | 86' |
| 25         | Centrocampista | Thomas Müller      | 70' |
| 11         | Centrocampista | James Rodríguez    |     |
| 9          | Delantero      | Robert Lewandowski |     |
| Entrenador | Entrenador     | Jupp Heynckes      |     |

| 1          | Guardameta     | Lukáš Hrádecký       |     |
| 19         | Defensa        | David Abraham        |     |
| 20         | Defensa        | Makoto Hasebe        |     |
| 13         | Defensa        | Carlos Salcedo       |     |
| 24         | Defensa        | Danny da Costa       |     |
| 15         | Defensa        | Jetro Willems        |     |
| 6          | Centrocampista | Jonathan de Guzmán   | 70' |
| 27         | Centrocampista | Marius Wolf          | 64' |
| 39         | Centrocampista | Omar Mascarell       |     |
| 17         | Delantero      | Kevin-Prince Boateng |     |
| 4          | Delantero      | Ante Rebić           | 88' |
| Entrenador | Entrenador     | Niko Kovač           |     |

| 24 | Centrocampista | Corentin Tolisso | 64' |
| 29 | Centrocampista | Kingsley Coman   | 70' |
| 2  | Delantero      | Sandro Wagner    | 86' |

| 11 | Centrocampista | Mijat Gaćinović  | 60' |
| 23 | Centrocampista | Marco Russ       | 74' |
| 9  | Delantero      | Sébastien Haller | 88' |

| Anotado | 53' | Robert Lewandowski | 1-1 |

| Anotado | 11'   | Ante Rebić      | 0-1 |
| Anotado | 82'   | Ante Rebić      | 1-2 |
| Anotado | 90+6' | Mijat Gaćinović | 1-3 |

| Amonestado | 38' | Robert Lewandowski |
| Amonestado | 86' | Kingsley Coman     |

| Amonestado | 8'    | Carlos Salcedo |
| Amonestado | 45+1' | Makoto Hasebe  |
| Amonestado | 45+2' | Jetro Willems  |
| Amonestado | 88'   | Ante Rebić     |

| Árbitro             | Felix Zwayer       |
| Árbitros asistentes | Thorsten Schiffner |
| Árbitros asistentes | Markus Häcker      |
| Cuarto Árbitro      | Patrick Ittrich    |
| VAR                 | Bastian Dankert    |
| Asistentes VAR      | René Rohde         |

| 26         | Guardameta     | Sven Ulreich       |     |
| 32         | Defensa        | Joshua Kimmich     |     |
| 4          | Defensa        | Niklas Süle        |     |
| 5          | Defensa        | Mats Hummels       |     |
| 27         | Defensa        | David Alaba        |     |
| 8          | Centrocampista | Javi Martínez      |     |
| 6          | Centrocampista | Thiago Alcántara   | 64' |
| 7          | Centrocampista | Franck Ribéry      | 86' |
| 25         | Centrocampista | Thomas Müller      | 70' |
| 11         | Centrocampista | James Rodríguez    |     |
| 9          | Delantero      | Robert Lewandowski |     |
| Entrenador | Entrenador     | Jupp Heynckes      |     |

| 1          | Guardameta     | Lukáš Hrádecký       |     |
| 19         | Defensa        | David Abraham        |     |
| 20         | Defensa        | Makoto Hasebe        |     |
| 13         | Defensa        | Carlos Salcedo       |     |
| 24         | Defensa        | Danny da Costa       |     |
| 15         | Defensa        | Jetro Willems        |     |
| 6          | Centrocampista | Jonathan de Guzmán   | 70' |
| 27         | Centrocampista | Marius Wolf          | 64' |
| 39         | Centrocampista | Omar Mascarell       |     |
| 17         | Delantero      | Kevin-Prince Boateng |     |
| 4          | Delantero      | Ante Rebić           | 88' |
| Entrenador | Entrenador     | Niko Kovač           |     |

| 24 | Centrocampista | Corentin Tolisso | 64' |
| 29 | Centrocampista | Kingsley Coman   | 70' |
| 2  | Delantero      | Sandro Wagner    | 86' |

| 11 | Centrocampista | Mijat Gaćinović  | 60' |
| 23 | Centrocampista | Marco Russ       | 74' |
| 9  | Delantero      | Sébastien Haller | 88' |

| Anotado | 53' | Robert Lewandowski | 1-1 |

| Anotado | 11'   | Ante Rebić      | 0-1 |
| Anotado | 82'   | Ante Rebić      | 1-2 |
| Anotado | 90+6' | Mijat Gaćinović | 1-3 |

| Amonestado | 38' | Robert Lewandowski |
| Amonestado | 86' | Kingsley Coman     |

| Amonestado | 8'    | Carlos Salcedo |
| Amonestado | 45+1' | Makoto Hasebe  |
| Amonestado | 45+2' | Jetro Willems  |
| Amonestado | 88'   | Ante Rebić     |

| Árbitro             | Felix Zwayer       |
| Árbitros asistentes | Thorsten Schiffner |
| Árbitros asistentes | Markus Häcker      |
| Cuarto Árbitro      | Patrick Ittrich    |
| VAR                 | Bastian Dankert    |
| Asistentes VAR      | René Rohde         |

| DFB Pokal Trophy                       |
|                                        |
| Eintracht Frankfurt Campeón 5.° título |

## Máximos goleadores
| Jugador                   | Equipo              | Goles |
| ------------------------- | ------------------- | ----- |
| Robert Lewandowski        | Bayern Múnich       | 6     |
| Thomas Müller             | Bayern Múnich       | 4     |
| Sébastien Haller          | Eintracht Frankfurt | 4     |
| Pierre Emerick Aubameyang | Borussia Dortmund   | 3     |
| Lukas Hinterseer          | Bochum              | 3     |
| Julian Brandt             | Bayer 04 Leverkusen | 3     |
| Nils Petersen             | Friburgo            | 3     |